# Cmentarz rzymskokatolicki w Józefowie Biłgorajskim
Cmentarz rzymskokatolicki w Józefowie Biłgorajskim – zabytkowy, XIX-wieczny cmentarz rzymskokatolicki położony na terenie miasta Józefów w powiecie biłgorajskim, w woj. lubelskim. Jest jedną z dwóch czynnych nekropolii na terenie miasta.

## Historia
Cmentarz rzymskokatolicki w Józefowie został założony w pierwszej połowie XIX wieku jako kontynuacja cmentarza przykościelnego w odległości 300 m od kościoła parafialnego. Przylega do północno-wschodniej granicy miasta i znajduje się poza terenem zabudowanym przy drodze wylotowej w kierunku wschodnim do Długiego Kątu i Tomaszowa Lubelskiego, zajmując obszar o powierzchni 2,28 hektara. Cmentarz w kształcie połowy trapezu jest podzielony na kwatery wzdłuż centralnej alei i otoczony pełnym murem wykonanym z miejscowego kamienia, którego najstarsze fragmenty pochodzą z lat sześćdziesiątych XX wieku.
Zachowało się osiem nagrobków datowanych na pierwszą połowę XIX w., w tym trzy z czytelnymi inskrypcjami (Szczepana Chmielewskiego, zm. 1848; Łukasza Terleckiego, zm. 1848 i Ludwiki z Olszewskich, zm. 1849), a także 50 pochodzących z drugiej połowy XIX w. Wśród pomników sprzed 1945 przeważają krzyże na podstawie prostopadłościennej lub wyobrażającej kopiec kamieni oraz słupy stylizowane na pnie drzewne. Z nielicznymi wyjątkami nagrobki zostały wykonane z miejscowego kamienia w józefowskich zakładach kamieniarskich.
Wśród pochowanych na cmentarzu są uczestnicy powstania styczniowego, m.in. poeta Mieczysław Romanowski, poległy pod Józefowem 24 kwietnia 1863 roku, a także 27 żołnierzy poległych podczas wojny obronnej 1939, 29 partyzantów poległych w 1943 i jeden poległy w lutym 1945 oraz rodzice i siostra Konrada Bartoszewskiego „Wira”, dowódcy Rejonu Józefów AK, rozstrzelani przez Niemców w lutym 1943. Powstańców 1863 i poległych we wrześniu 1939 upamiętniają specjalne pomniki. Nagrobek Romanowskiego wieńczy orzeł z rozpostartymi skrzydłami, podobny orzeł siedzi u stóp krzyża z cierniowym wieńcem w założeniu pomnika wojennego.

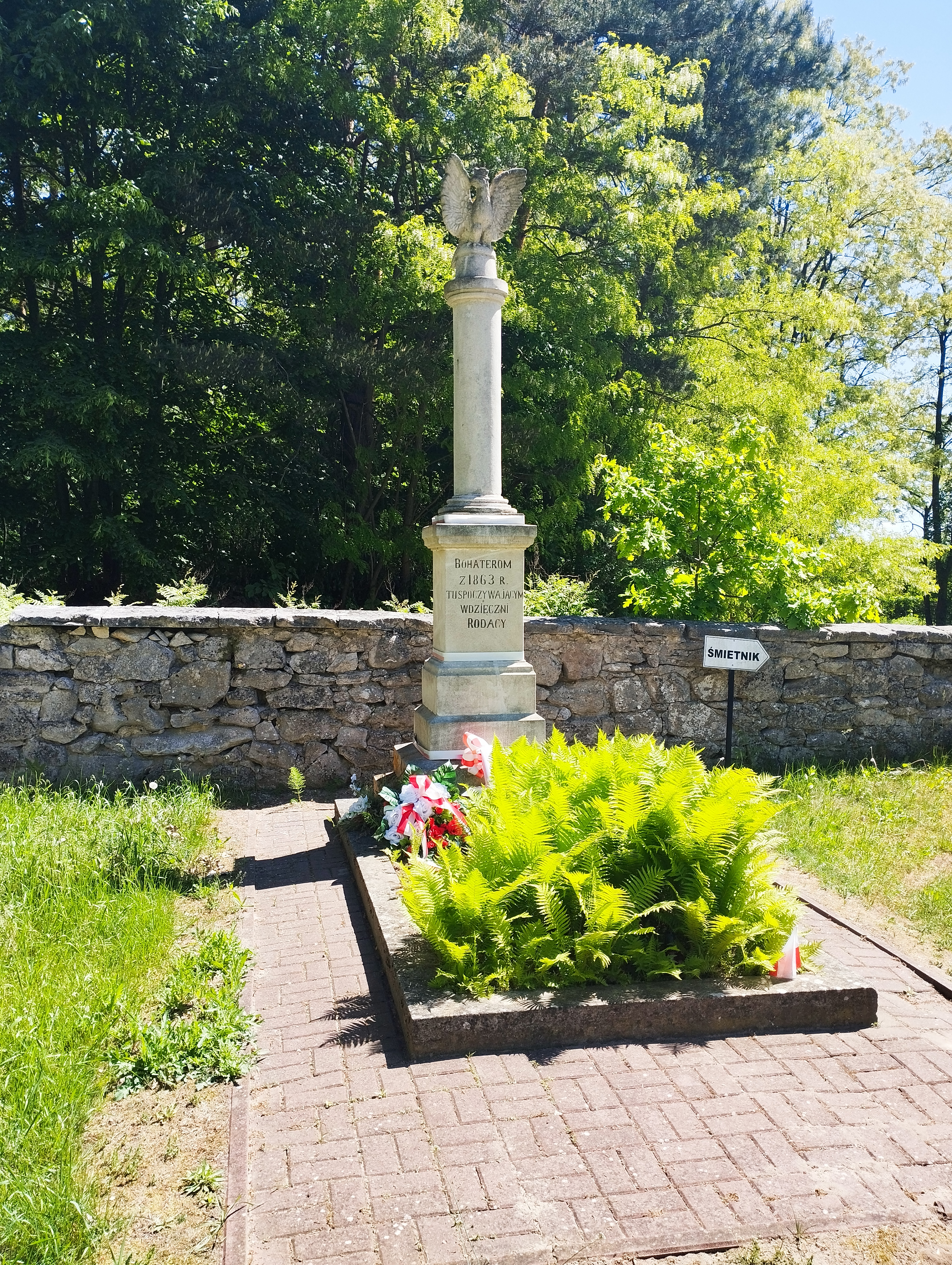
Pomnik Powstańców styczniowych

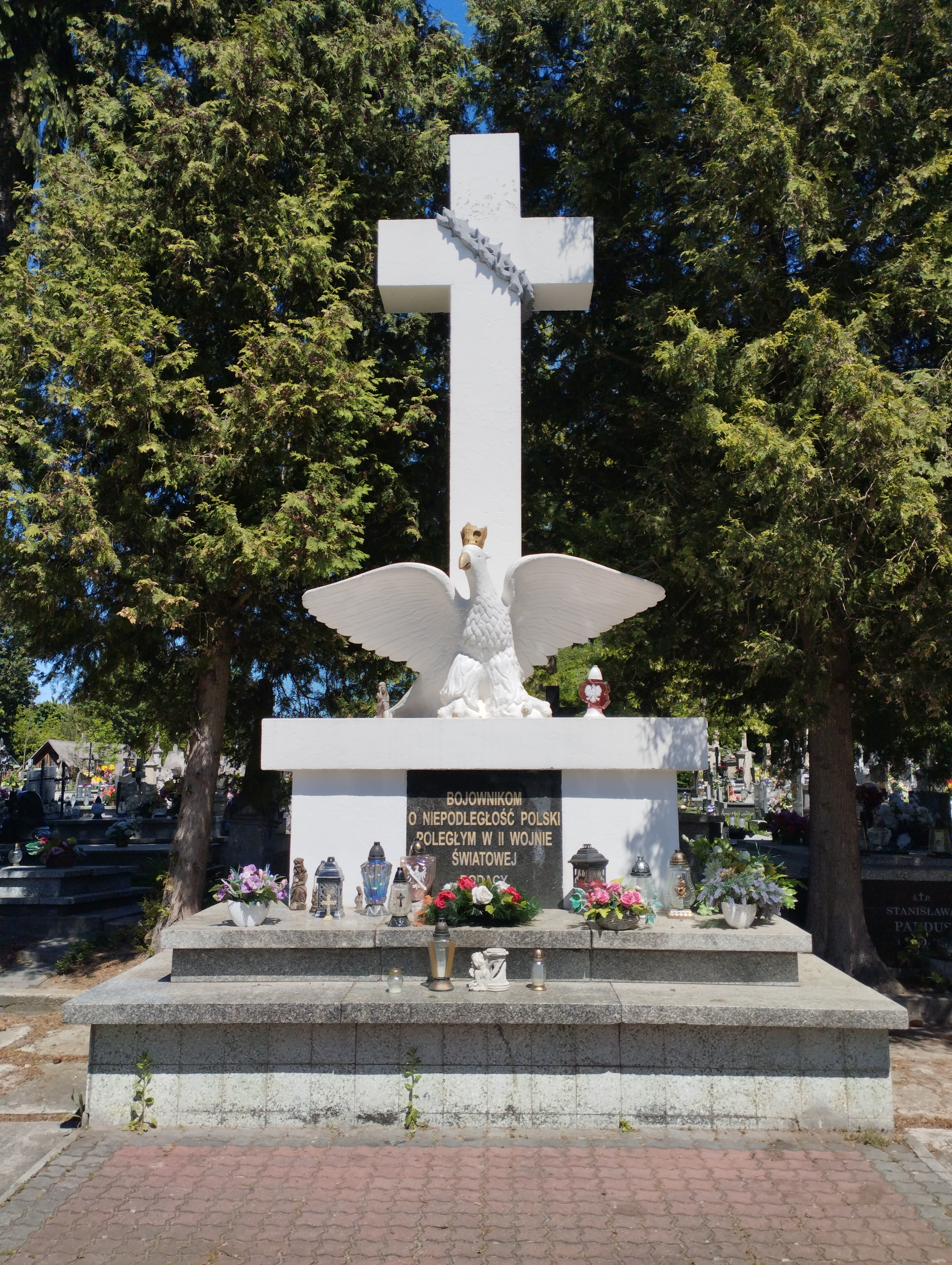
Pomnik upamiętniający żołnierzy polskich poległych we wrześniu 1939 roku

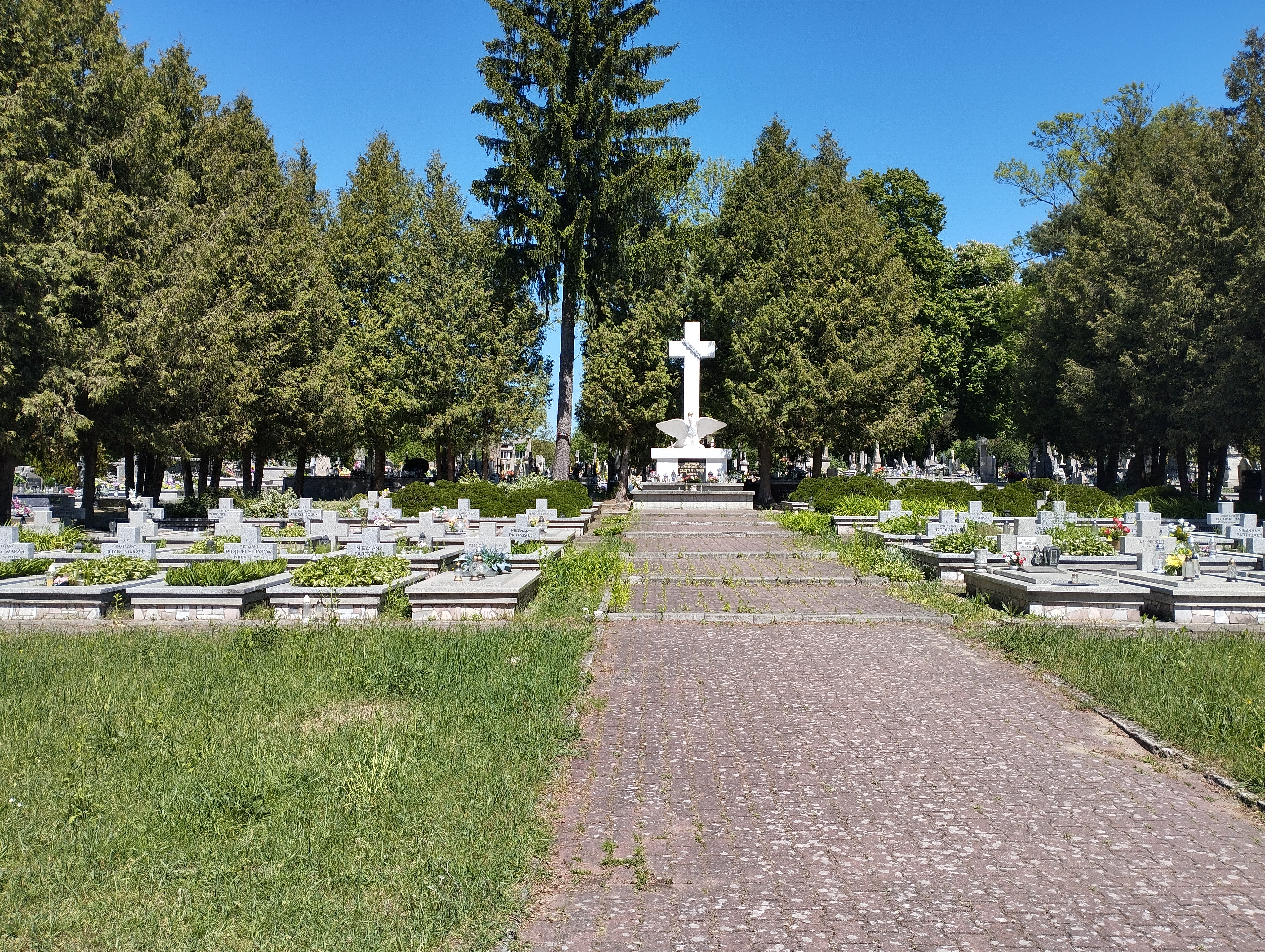
Groby żołnierzy polskich poległych we wrześniu 1939 roku